# Götgjutning

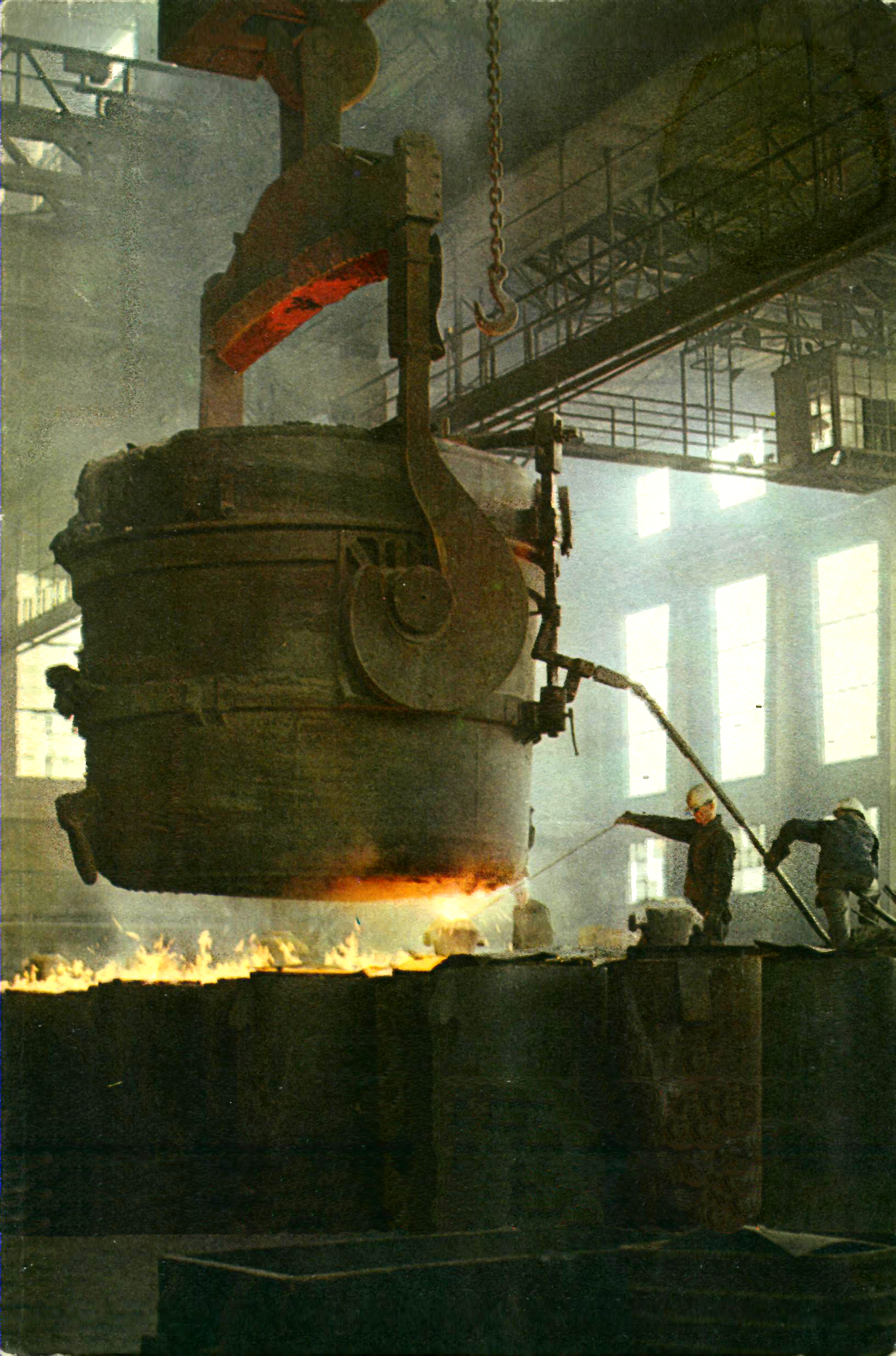
Götgjutning i Fagersta bruk 1967.

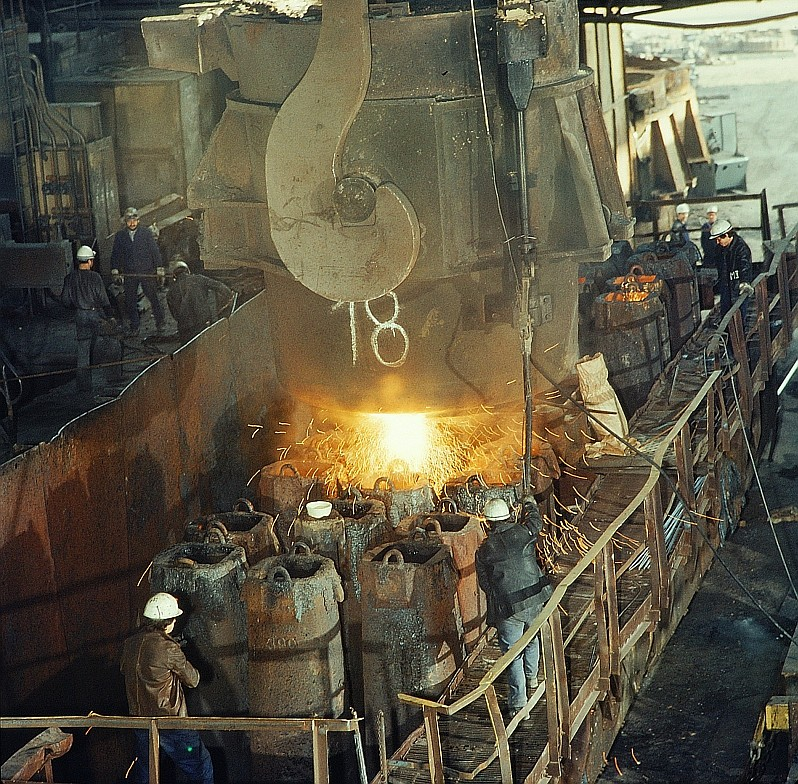
Götgjutning

Götgjutning är en gjutmetod där smält metall gjuts i formar av olika form. Dessa block kan sedan bearbetas till färdig produkt.

## Stiggjutning
För att framställa råämnen av metall med enklare form, kan stiggjutning möjliggöra seriell götgjutning. Smält metall hälls ned via en vertikal kanal som via stigarrör leds in i en eller flera vertikala gjutformar. Då götet kommer in i formen underifrån pressas luften uppåt i formen vilket minskar risken för luftinslutningar i götet.